# Peter E. Pormann
Peter Ernst Pormann (* 12. August 1971) ist ein deutscher Klassischer Philologe, Islamwissenschaftler, Graeco-Arabist, Medizinhistoriker und Philosophiehistoriker.

## Leben
Nach einem Studium der Klassischen Philologie, Romanistik (Französisch) und Islamwissenschaft an der Sorbonne, in Hamburg und in Tübingen, das vom Evangelischen Studienwerk Villigst gefördert wurde, absolvierte Pormann einen M.A. in Islamwissenschaft an der Universität Leiden. Darauf folgten, gefördert vom Rhodes Trust, ein MPhil und ein DPhil in Classics am Corpus Christi College der Universität Oxford. Nach verschiedenen Stationen, unter anderem am Merton College, Oxford, und der Universität Warwick, ist er nunmehr Professor of Classics and Graeco-Arabic Studies und Leiter des John Rylands Research Institute an der Universität Manchester.
Pormann arbeitet zur Rezeption der griechischen Medizin, Naturwissenschaft und Philosophie in der islamischen Welt, die sich in Übersetzungen aus dem Griechischen ins Syrische und Arabische vollzog. Dazu erforscht er, häufig erstmalig, arabische, syrische und auch hebräische Handschriften von der Antike bis ins 16. Jahrhundert. 
Eine erste Monographie hat er, von dem Arabisten Manfred Ullmann angeregt, der orientalischen Rezeption des byzantinischen Arztes Paulos von Aigina (7. Jh.) gewidmet. Weitere Arbeiten zur islamischen Medizin im Mittelalter folgten. In der Reihe des SAPERE-Projekts edierte er die Schrift Über die Melancholie des unter Kaiser Trajan lebenden Arztes Rufus von Ephesos. Mit Peter Adamson befasste er sich verschiedentlich mit dem arabischen Philosophen al-Kindī (9. Jh.) und der islamischen Philosophie. Schließlich hat er sich auch mit der Rezeption des Hippokrates von Kos und von Schriften des Corpus Hippocraticum sowie des griechischen Arztes Galen in der syrischen, arabischen und hebräischen Überlieferung auseinandergesetzt. In einem größeren Projekt untersucht er insbesondere die Rezeption der Aphorismen. 

## Schriften (Auswahl)
- Translation into Syriac, Arabic, and Hebrew. In: P. N. Singer, Ralph M. Rosen (Hrsg.), The Oxford Handbook of Galen. Oxford University Press, Oxford 2024, S. 512–534.
- (Hrsg.): Hippocratic Commentaries in the Greek, Latin, Syriac and Arabic Traditions. Selected Papers from the XVth Colloque Hippocratique, Manchester. (Studies in Ancient Medicine, 56). Brill, Leiden 2021.
- (Hrsg.): The Cambridge Companion to Hippocrates. Cambridge University Press, Cambridge 2018.
- mit Peter Adamson (Hrsg.): Philosophy and Medicine in the Formative Period of Islam. (Warburg Institute colloquia, 31). Warburg Institute, London 2017.
- mit Pauline Koetschet (Hrsg.): La construction de la médecine arabe médiévale. Ifpo, Beirut 2016. (In arabischer Sprache, nur Zusammenfassung und Einleitung auch in französischer Sprache).
- (Hrsg.): A descriptive catalogue of the Hebrew manuscripts of Corpus Christi College, Oxford. Boydell & Brewer, Woodbridge 2015.
- The mirror of health: discovering medicine in the Golden Age of Islam. Royal College of Physicians, London 2013.
- (Hrsg.): Epidemics in Context. Greek Commentaries on Hippocrates in the Arabic Tradition. De Gruyter, Berlin/Boston 2012.
- mit Peter Adamson: The Philosophical Works of al-Kindī. Oxford University Press, Karachi 2012.
- (Hrsg.): Islamic Medical and Scientific Tradition. 4 Bände. Routledge, London 2010.
- mit Peter Adamson: Aristotle’s ‘Categories’ and the Soul: An Annotated Translation of Al-Kindi’s ‘That There Are Separate Substances’. In: John M. Dillon, The afterlife of the Platonic soul: reflections of Platonic psychology in the monotheistic religions. Brill, Leiden 2009 (Studies in Platonism, Neoplatonism, and the Platonic tradition, Bd. 9), S. 95–106, (Google Books).
- Classics and Islam: From Homer to al-Qā’ida. In: International Journal of the Classical Tradition 16, 2009, S. 197–233.
- (Hrsg.): Rufus of Ephesus. On Melancholy (= SAPERE, Band XII). Mohr Siebeck, Tübingen 2008, ISBN 978-3-16-149760-5, (PDF im Open Access).
- Medical methodology and hospital practice: the case of fourth-/tenth-century Baghdad. In: Peter Adamson (Hrsg.), In the Age of al-Fārābī. Arabic Philosophy in the Fourth-Tenth Century. Warburg Institute, London 2008, S. 95–118.
- mit Emilie Savage-Smith: Medieval Islamic medicine. Edinburgh University Press, Edinburgh 2007.
- The Oriental tradition of Paul of Aegina’s Pragmateia. (Studies in ancient medicine, 29). Brill, Leiden 2004, (Google Books).